# Брандо Скихорс
Брандо Скихорс (енгл. Brando Skyhorse) је амерички писац и аутор романа The Madonnas of Echo Park.

## Биографија
Рођен је у Лос Анђелесу. Имао је проблеме у развоју свој етничког идентитета јер га је мајка током детињства убеђивала да су Индијанци и себе је представљала као активисткињу за њихова права. Због тога је одбио да изговори заклетву заставе Сједињених Америчких Држава у знак протеста због третмана према Индијанцима. У раним тинејџерским годинама је почео да сумња о свом пореклу. Иако му је касније мајка признала да то није истина и да су обоје Американци мексичког порекла, а да је усвојила индијански идентитет након што их је његов отац напустио наставио је да тврди да је амерички Индијанац све до њене смрти 1998. године. Тако се пријавио и на Универзитету Стенфорд на којем је дипломирао. Завршио је програм MFA Writers' Workshop на Универзитету Калифорније. Ради као професор енглеске књижевности на Универзитету Индијана у Блумингтону. Уредник је књиге Madonnas, коју је написао под насловом Amexicans. Издаваштво у којем је радио као уредник данас носи његово име.

## Радови
- The Madonnas of Echo Park: A Novel. Simon and Schuster. 8. 2. 2011. ISBN 978-1-4391-7084-7.
- Take This Man: A Memoir. Simon and Schuster. 3. 6. 2014. ISBN 978-1-4391-7087-8.